# Ich sehe was, was du nicht siehst (Kurzgeschichte)
Ich sehe was, was du nicht siehst ist eine Kurzgeschichte des britischen Autors Roald Dahl, die erstmals 1977 unter dem Originaltitel The Wonderful Story of Henry Sugar veröffentlicht wurde. Sie basiert auf Dahls Beschreibungen des pakistanischen Mystikers Kuda Bux, der mit geschlossenen Augen gesehen haben soll.
Im Jahr 2023 verfilmte Wes Anderson den Stoff als gleichnamigen Kurzfilm.

## Handlung
Der reiche und gelangweilte Playboy Henry Sugar stößt eines Tages auf die Dokumente des Arztes Dr. Cartwright, der seine Erfahrungen mit einem außergewöhnlichen Patienten schildert. Ein Mann namens Imrat Khan kam in seine Klinik in Mumbai und bat die Ärzte, ihm die Augen so fest wie möglich zu verbinden, da er auch mit geschlossenen Augen sehen könne. Tatsächlich konnte Khan ohne Probleme durch alle Hindernisse durchsehen, was er daraufhin vor einem großen Publikum zur Schau stellte. Dem neugierigen Dr. Cartwright erzählte der mysteriöse Mann, woher er diese Gabe hatte. Als Jugendlicher sei Khan von den Tricks der normalen Zauberkunst enttäuscht gewesen, weswegen er sich dem spirituellen Yoga widmete. In einem Dschungel nahe Haridwar fand er seinen Lehrer und trainierte mehrere Jahre mit ihm, bis er über Feuer laufen und mit geschlossenen Augen sehen konnte. Sogar seine genauen Methoden erklärte er dem Arzt in allen Details, erwähnte aber auch, dass er diese Geheimnisse laut einem alten Credo der Yogi eigentlich überhaupt nicht verraten durfte. Am Tag darauf starb Imrat Khan, womit der Bericht des Arztes aufhört.
Henry Sugar hat den Text aufmerksam gelesen und kommt nun auf die Idee, sich die von Khan beschriebenen Methoden selbst anzueignen. In den folgenden Monaten entwickelt er sein inneres Auge stetig weiter, sodass er bald auch die Rückseiten von Spielkarten problemlos erkennen kann. Er geht ins Casino und bemerkt schnell, dass er dank seiner neuen Fertigkeiten in Kartenspielen wie Blackjack praktisch unendlich Geld gewinnen kann. In verschiedenen Spielhäusern macht Sugar große Gewinne, bis ihm selbst mit dem neuen Reichtum langweilig wird und er beginnt, Scheine aus dem Fenster zu werfen. Ein Polizist ermahnt ihn für das verursachte Chaos und schlägt stattdessen vor, das Geld für wohltätige Zwecke zu spenden. Sugar stimmt zu und entschließt sich, mit seinem Einfluss die weltweit besten Waisenhäuser zu errichten. Mit seinem Freund und Buchhalter John Winston reist er in den folgenden Jahrzehnten unter verschiedenen Decknamen rund um die Welt und nimmt sich Geld von gierigen Unternehmen und kriminellen Organisationen. Bald sind seine Waisenhäuser die angesehensten und sichersten auf der Welt.
All das wurde von einem fiktiven Autoren aufgeschrieben, der von John Winston beauftragt wurde, eine Biografie über den mittlerweile verstorbenen Mann zu schreiben. Auch der Name Henry Sugar ist nur ein Pseudonym, da seine wahre Identität geheim bleiben soll. Bei dem nicht klar benannten Autoren handelt es sich vermutlich um Roald Dahl selbst, der sich als Erzähler in die Kurzgeschichte geschrieben hat.

## Entstehung
Im Juli 1952 schrieb Roald Dahl den Artikel The Amazing Eyes of Kuda Bux für das Pulp-Magazin Argosy. Dieser beschreibt die angeblich wahre Biografie des Mystikers und Zauberkünstlers Kuda Bux und wie dieser gelernt hat, über Feuer zu laufen und mit geschlossenen Augen zu sehen. Im 25 Jahre später geschriebenen Ich sehe was, was du nicht siehst greift Dahl diese Konzepte wieder auf und benutzt einige der alten Dialoge, die Rahmenhandlung um Henry Sugar ist allerdings neu erfunden.
Die Kurzgeschichte wird seit 1977 im Sammelband Ich sehe was, was du nicht siehst: Acht unglaubliche Geschichten verkauft und in Deutschland vom Rowohlt Verlag veröffentlicht. Auch in der Sammlung enthalten ist Dahls Kurzgeschichte Der Butler sowie die Autobiografie Wie ich Schriftsteller wurde.
Ein Kurzfilm von Regisseur Wes Anderson wurde im Januar 2023 veröffentlicht.